# Guettarda duckei
Guettarda duckei är en måreväxtart som beskrevs av Paul Carpenter Standley. Guettarda duckei ingår i släktet Guettarda och familjen måreväxter. Inga underarter finns listade i Catalogue of Life.